# تربینگه (کورشوملییا)
تربینگه (به صربی: Trebinje) یک منطقهٔ مسکونی در صربستان است که در کورشوملیا واقع شده‌است. تربینگه ۷۴ نفر جمعیت دارد.